# William Congreve (inventeur)
Pour les articles homonymes, voir William Congreve.
Sir William Congreve, 2e baronnet, né le 20 mai 1772 dans le Kent (Grande-Bretagne) et mort le 16 mai 1828 à Toulouse (France), est un inventeur britannique et pionnier de la fusée.

## Biographie
Officier d'artillerie, il quitta le service en 1820, avec le grade de lieutenant-colonel. Il est célèbre pour avoir mis au point les fusées qui portent son nom, à partir des fusées tirées contre les troupes anglaises lors des troisième et quatrième guerres du Mysore. Elles furent d'un grand effet lors du bombardement de Boulogne (1806), du bombardement de Copenhague (1807), et furent utilisées à la bataille de Leipzig, à celle de Waterloo et lors du bombardement d'Alger en 1816. Employées à la bataille de Baltimore en 1814, elles ont inspiré Francis Scott Key, l'auteur du Star-Spangled Banner.
Outre les fusées, on doit à Congreve plusieurs inventions mécaniques et des écrits sur l'artillerie (traduits en 1838). Il se lança dans une entreprise de mines et s'installe à Toulouse où il fonde la première société française d'éclairage au gaz. Il habitait place Saintes-Scarbes où il mourut le 14 mai 1828. Il fut enterré dans le cimetière protestant du Chemin du Béarnais, aujourd'hui disparu,.